# Echemmaia
Echemmaia (àrab: الشماعية, ax-Xammāʿiyya; amazic estàndard marroquí: ⵛⵎⴰⵄⵉⵢⴰ, Cmaℇiya) és un municipi de la província de Youssoufia, a la regió de Marràqueix-Safi, al Marroc. Segons el cens de 2014 tenia una població total de 24.303 persones.